# 866. grenadirski polk (Wehrmacht)
866. grenadirski polk (izvirno nemško 866. Grenadier-Regiment; kratica 866. GR) je bil pehotni polk Heera v času druge svetovne vojne.

## Zgodovina
Polk je bil ustanovljen 1. maja 1943 iz delov 157. rezervne divizije za potrebe 355. pehotne divizije.